# Gasparia lomasi
Gasparia lomasi là một loài nhện trong họ Toxopidae.
Loài này thuộc chi Gasparia. Gasparia lomasi được miêu tả năm 1970 bởi Raymond Robert Forster.